# Бадезі
Бадезі (італ. Badesi, сард. Badesi) — муніципалітет в Італії, у регіоні Сардинія, провінція Сассарі. До 2016 року муніципалітет належав до провінції Ольбія-Темпіо.
Бадезі розташоване на відстані близько 320 км на захід від Рима, 200 км на північ від Кальярі, 55 км на захід від Ольбії, 20 км на захід від Темпіо-Паузанії.
Населення — 1867 осіб (2014).

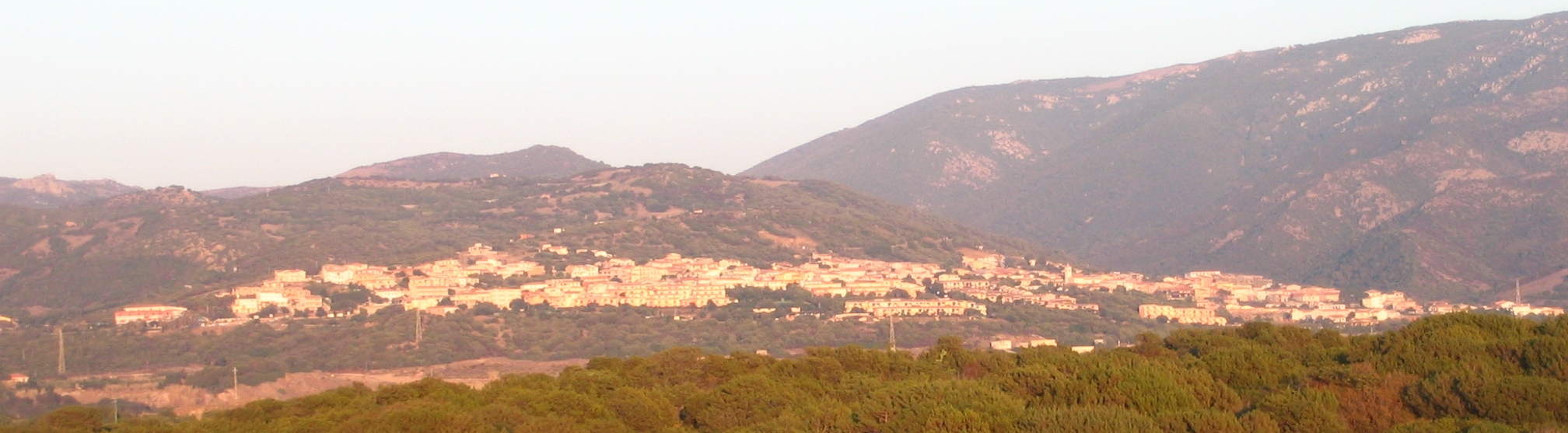

Щорічний фестиваль відбувається 27 червня. Покровитель — SS. Cuore di Gesù.

## Демографія
Населення за роками:

Станом на 1 січня 2023 року в муніципалітеті офіційно проживали 63 іноземці з 16 країн, серед них 40 громадян країн Євросоюзу та 2 громадяни України.

## Сусідні муніципалітети
- Триніта-д'Агульту-е-Віньйола
- Валледорія
- Віддальба